# Plays the Organ with a Swing
Berndt Egerbladh Plays the Organ with a Swing är ett album från 1968 med Berndt Egerbladh. Albumet har släppts av skivbolagen Cupol (CLPL 1011) samt Nashville (NSLPS 109).

## Låtlista

### Sida A
1. The Beatmaker (B. Egerbladh)
2. Enough vals (B. Egerbladh)
3. Seven Strikes (B. Egerbladh)
4. Mr Red (B. Egerbladh)

### Sida B
1. The Blue Dragon
2. 6. 6. 68
3. Blue Eyes
4. Fuzz

## Medverkande musiker
- Lars-Göran Ulander, altsax
- Ron Myers, trombon
- Berndt Egerbladh, elorgel
- Red Mitchell, bas
- Sten Öberg, trummor
- Rune Gustafsson, gitarr
- Bertil Löfgren, trumpet